# Campylandra wattii
Campylandra wattii là một loài thực vật có hoa trong họ Măng tây. Loài này được C.B.Clarke mô tả khoa học đầu tiên năm 1890.